# Казанская городская телефонная сеть
Казанская городская телефонная сеть, открытое акционерное общество «Казанская городская телефонная сеть» (тат. «Казан шәһәре телефон челтәре» ачык  аксионерлык җәмгыяте, «Qazan şəhəre telefon çeltəre» açıq aksionerlıq  cəmğiəte)— татарстанская телекоммуникационная компания. Предоставляла услуги телефонной связи и доступа в Интернет на территории Казани. Центральный офис компании 
расположен на улице Николая Ершова, дом 55е.

## История
Официальное открытие Казанской городской телефонной сети состоялось 27 (15) ноября 1888 года; телефонная станция разместилась в здании губернской почтовой конторы на углу Покровской улицы и Театральной площади. Первоначально к ней были подключены 70 абонентов, к 1897 году их число увеличилось до 337. К 1902 году главная телефонная станция переместилась в дом наследников Журавлёвых на Поперечно-Вознесенской улице, а в конце 1920-х в здание бывшей купеческой биржи на Проломной улице.
В середине 1930-х годов в Казани появились первые таксофоны. В 1942 году была установлена первая автоматическая телефонная станция машинной системы, которая была заменена АТС декадно-шаговой системы в 1952 году. В 1963 году начаты работы по переводу сети на пятизначную нумерацию, а в 1983 году начался переход на шестизначную нумерацию.
С 1990 года стали эксплуатироваться электронные, а с 1994 года — цифровые АТС. В том же году Казанская ГТС был преобразована в акционерное общество.
В последние году существования Казанская ГТС начала предоставлять услуги IP-телефонии и доступа в Интернет. С 17 сентября 2005 года Казанская ГТС перешла на семизначную нумерацию.
Упразднена путём объединения с ОАО «Таттелеком» в 2006 году.

## Руководители
- Курмашев, Зуфар Файзулхакович (1960–1968)
- Рахматуллин Л. Х. (1968–1971)
- Мусин М. М. (1971–1977)
- Четверик, Владимир Федорович (1977–1986)
- Залялов, Ринат Гиниятович (1986–1993)
- Салихов, Дамир Насихович (1993–1999)
- Фахриев, Ахматмунзил Магсумович (1999–2006)